# Mansuphantes fragilis
Mansuphantes fragilis är en spindelart som först beskrevs av Tord Tamerlan Teodor Thorell 1875.  Mansuphantes fragilis ingår i släktet Mansuphantes och familjen täckvävarspindlar. Inga underarter finns listade i Catalogue of Life.